# Người du mục biển
Người du mục biển, người du cư biển hay Gypsy biển (Digan biển) có thể đề cập đến:

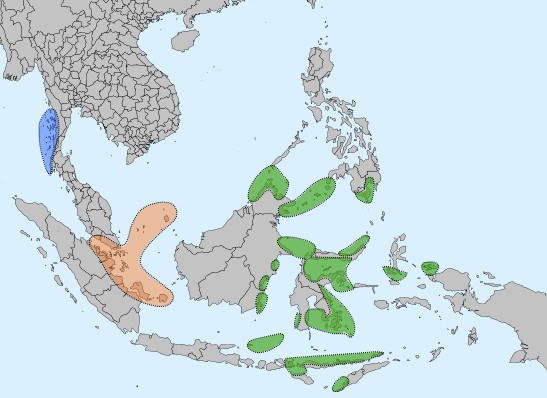
Vùng có "người du mục biển " cư trú ở Đông Nam Á
Moken
Orang Laut
Sama-Bajau

Trong dân tộc học, nó tham chiếu đến nhóm dân tộc ở Đông Nam Á:
- Những người Sama-Bajau, tên tập thể của một số nhóm dân tộc bản địa thiểu số cư ngụ ở Philippines, Sabah, miền đông Malaysia, Brunei, Indonesia, Sarawak, đôi khi bao gồm những người nói tiếng Makassar và tiếng Bugis.
- Người Moken, còn được gọi theo tiếng Myanmar là Selung, Salone, Chalome hoặc theo tiếng Thái là Chao Ley, Chao Nam, là một nhóm dân tộc Austronesia với khoảng 2.000 đến 3.000 thành viên duy trì văn hoá du mục ở biển Andaman.
- Orang Laut, một nhóm người Malay sống ở quần đảo Riau của Indonesia.
- Urak Lawoi, cư dân ven biển ở Thái Lan.
- Người Tanka (蜑家), một sắc tộc nhỏ thuộc nhóm người Hán sống trên thuyền ở Nam Trung Quốc.

Trong phim, nó có thể tham chiếu:
- Những người Gypsies trên biển (The Sea Gypsies, bộ phim năm 1978), với sự tham gia của Robert Logan và Heather Rattray.